# Peter H. Raven

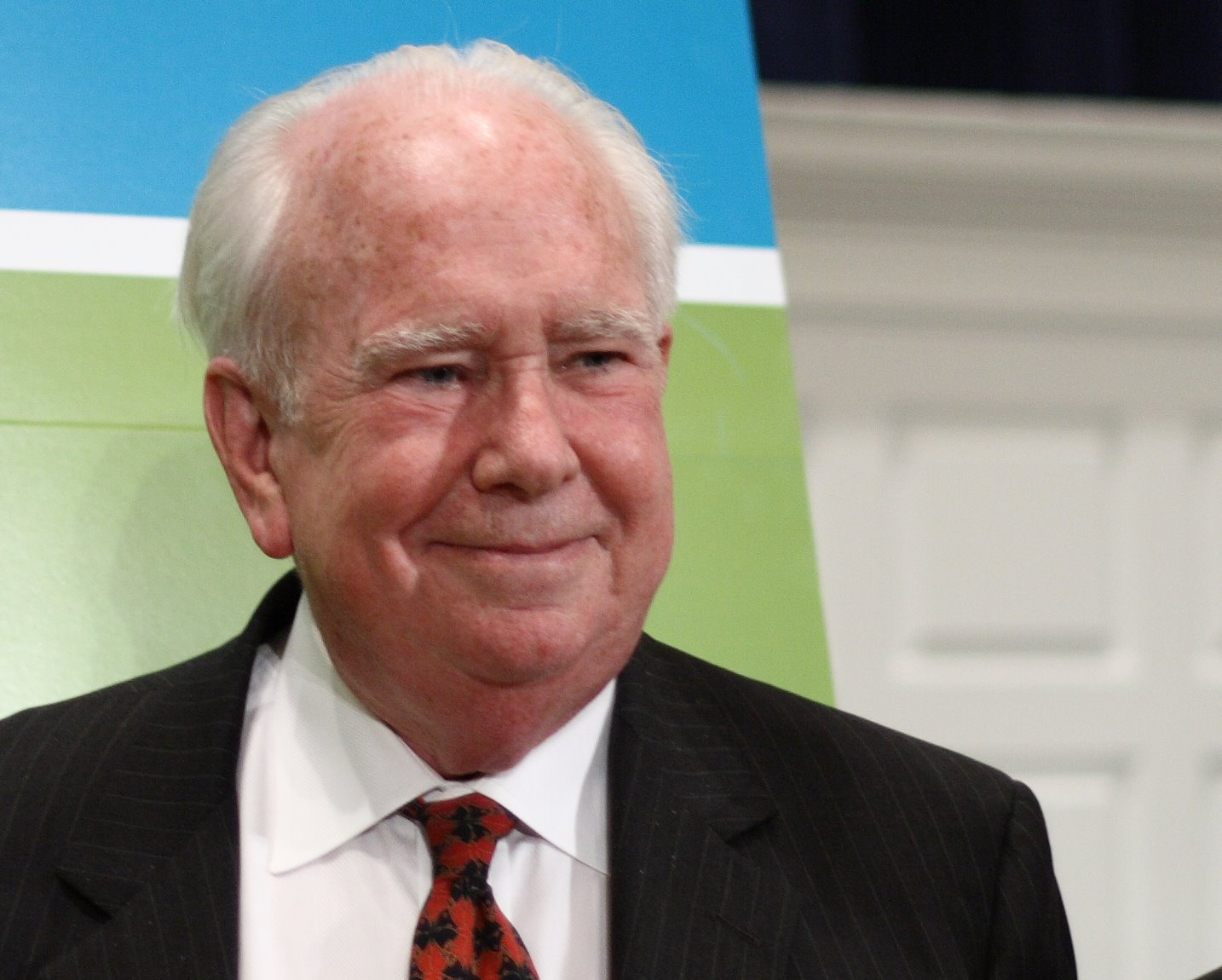
Peter H. Raven (2007)

Peter Hamilton Raven (* 13. Juni 1936 in Shanghai) ist ein US-amerikanischer Botaniker. Sein offizielles botanisches Autorenkürzel lautet „P.H.Raven“.

## Leben
Raven wurde als Sohn von Amerikanern in Shanghai geboren. Die Familie kehrte Ende der 1930er Jahre in die Vereinigten Staaten zurück nach San Francisco. Raven studierte Biologie an der University of California, Berkeley mit dem Bachelor-Abschluss 1957 und wurde 1960 an der University of California, Los Angeles, in Botanik promoviert. 1962 wurde er Assistant Professor und später Associate Professor an der Stanford University. Von 1971 bis 2011 war er Direktor des Missouri Botanical Garden. Außerdem war er Adjunct Professor an der University of Missouri in St. Louis und Engelmann Professor für Botanik an der Washington University in St. Louis.
Als Botaniker befasste er sich besonders mit Nachtkerzengewächsen, Zytogenetik, Ethnobotanik, Biogeographie, Bestäubungssystemen und allgemein mit Pflanzensystematik, Naturschutzfragen, der Flora von China, Nordamerika und der Tropen. Er ist international als Fürsprecher für Biodiversität und Artenschutz bekannt. Dafür erhielt er zahlreiche Preise. Er ist Ko-Autor eines verbreiteten Botanik-Lehrbuchs.

## Ehrungen
Er ist Ehrenmitglied der Deutschen Botanischen Gesellschaft, Mitglied der National Academy of Sciences, der American Association for the Advancement of Science, der American Philosophical Society und der American Academy of Arts and Sciences. Raven ist vielfacher Ehrendoktor. 1985 wurde er MacArthur Fellow. 1996 erhielt er den Asa Gray Award der American Society of Plant Taxonomists. 1983 war er Präsident der American Society of Naturalists. Raven ist auswärtiges Mitglied der Dänischen, der Österreichischen, der Schwedischen Akademie der Wissenschaften, der Päpstlichen Akademie der Wissenschaften, der Third World Academy of Sciences, der Russischen Akademie der Wissenschaften, der Royal Society, der Ukrainischen Akademie der Wissenschaften und Mitglied zahlreicher weiterer Akademien.
Er ist Ehrendirektor des Instituts für Botanik der chinesischen Akademie der Wissenschaften und Vorstand des Komitees für Forschung und Erkundung der National Geographic Society. Er ist Mitherausgeber des chinesisch-US-amerikanischen Buchprojekts Flora of China (auf rund 50 Bände angelegt).
2000 erhielt er die National Medal of Science. 1969/70 war er Guggenheim Fellow. Er erhielt 1986 den internationalen Biologiepreis der japanischen Regierung, den Umweltpreis des Institute de la Vie, 1992 den Volvo Environment Prize, 1995 den Typer-Preis für Umwelt, 1995 den Sasakawa Umweltpreis und den internationalen Cosmos Preis in Osaka. 2008 erhielt er den BBVA Preis für Ökologie und Naturschutz in Madrid. 1977 erhielt er den Merit Award der Botanical Society of America und 1996 die Liberty Hyde Bailey Medal der American Horticultural Society.
Die American Society of Plant Taxonomists (deren Präsident er 1972 war) stiftete 2000 den Peter Raven Award. Ab 1983 war er im Leitungsrat der amerikanischen Sektion des WWF.
Nach Raven benannt sisn die Pflanzengattungen Peteravenia R.M.King & H.Rob. aus der Familie der Korbblütler (Asteraceae) und Megacorax S.González & W.L.Wagner aus der Familie der Nachtkerzengewächse (Onagraceae).

## Schriften
- mit Paul R. Ehrlich: Butterflies and Plants: A Study in Coevolution, Evolution, Band 18, 1964, S. 586–608
- mit Ray F. Evert, Susan E. Eichhorn: Biology of Plants, 8. Auflage, Freeman 2012 (zuerst mit Helena Curtis, New York: Worth Publ. 1970)
  - Deutsche Ausgabe: Evert, Curtis, Raven: Biologie der Pflanzen, De Gruyter 1985; 4. Auflage 2006, ISBN 978-3-11-018531-7
- mit Linda Berg, David Hassenzahl: Environment, Wiley, 8. Auflage 2011